# Phyllophorus brocki
Phyllophorus brocki is een zeekomkommer uit de familie Phyllophoridae.
De wetenschappelijke naam van de soort werd in 1888 gepubliceerd door Hubert Ludwig.